# Cachorrilla
Cachorrilla es un municipio y localidad española de la provincia de Cáceres, en la comunidad autónoma de Extremadura. El término municipal, que cuenta con una población de 82 habitantes (INE 2024), está integrado en la mancomunidad de la Rivera de Fresnedosa.

## Símbolos
El escudo de Cachorrilla fue aprobado mediante la «Orden de 23 de febrero de 1996, por la que se aprueba el Escudo Heráldico y la Bandera Municipal, para el Ayuntamiento de Cachorrilla», publicada en el Diario Oficial de Extremadura el 5 de marzo de 1996 luego de haber aprobado el expediente el pleno municipal el 3 de abril y el 29 de noviembre de 1995 y haber emitido informes el Consejo Asesor de Honores y Distinciones de la Junta de Extremadura el 17 de octubre de 1995 y 16 de febrero de 1996. El escudo se define oficialmente así:

Escudo de plata, banda de azul, acompañada en jefe de cruz de Alcántara de sinople y en punta de sinople, haz de tres flechas de plata. Al timbre corona real cerrada.

## Límites del término municipal
- Casillas de Coria al noroeste.
- Pescueza al este.
- Ceclavín al suroeste.

## Historia
A la caída del Antiguo Régimen la localidad se constituye en municipio constitucional en la región de Extremadura, partido judicial de Coria que en el censo de 1842 contaba con 80 hogares y 438 vecinos. A mediados del siglo XIX, el lugar tenía contabilizadas 72 casas. Aparece descrito en el quinto volumen del Diccionario geográfico-estadístico-histórico de España y sus posesiones de Ultramar de Pascual Madoz de la siguiente manera:

CACHORRILLA: l. con ayunt. en la prov. y aud. terr. de Cáceres (10 leg.), part, jud. y dióc. de Coria (2), c. g. de Estremadura (Badajoz 20): sit. sobre una pequeña colina sin obstáculo á la influencia de los vientos, de clima cálido, y se padecen fiebres intermitentes: tiene 72 casas reunidas de 3 á 3 1/2 varas de altura y de mala distribucion interior, formando calles irregulares, mal empedradas y sucias, y una plaza que no es mas que un pequeño espacio algo desahogado; hay casa de ayunt. que sirve de cárcel cuando es necesario; escuela de ambos sexos á la que concurren 24 alumnos, cuyo maestro percibe 600 rs. de dotacion de los fondos públicos y alguna retribucion; dos pozos de buenas aguas para surtido de los vec.; una igl. parr. con el título de San Sebastian, de curato perpetuo y provision ordinaria, y en las afueras una ermita dedicada al Smo. Cristo de los Dolores, y el cementerio que no perjudica á la salud. Confina el térm. por N. con el r. Alagon que le divide del de Casillas; E. Portage; S. Pescueza; O. Cectavin á dist. de 1/2 leg. próximamente por todos los puntos, y comprende 1,445 fan. de labor; 1 monte de 300, un bosque de 200, y de pastos valdios 801, en las que hay 150 pobladas de arbolado, y 210 de labor: el referido r. Alagon marcha de NE. á SO., quedando la pobl. á su izq.: el terreno participa de monte y llano; la parte montuosa se compone de pequeñas colinas sin formar cord.; todo él es tenaz, de secano y pizarroso: los caminos son locales y malos: el correo se recibe en Coria. prod.: centeno, trigo, cebada, avena, y algun vino; se mantiene ganado vacuno, cabrio, lanar y de cerca, siendo el mas preferido el primero, y se cria caza menor, algun javalí, y la pesca conocida del r. ind.: un molino harinero. pobl.: 80 vec., 438 alm. cap. prod.: 25,000 rs. imp.: 28,320. contr. 2,837 rs. 3 mrs.
(Madoz, 1846, pp. 109-110)

## Demografía
Cachorrilla cuenta con una población de 82 habitantes (INE 2024).
| Gráfica de evolución demográfica de Cachorrilla entre 1842 y 2021                                                   |
| |
| Población de derecho según los censos de población del INE Población de hecho según los censos de población del INE |

## Vías de comunicación
La única carretera es la carretera local de Cachorrilla y Pescueza, desvío de la carretera local que une Portaje (no existe) y Ceclavín para acceder a estas dos localidades.

## Patrimonio
Cachorrilla cuenta con los siguientes monumentos:
- Iglesia de San Sebastián, en el pueblo. Es la iglesia parroquial.
- Ermita del Cristo de los Dolores, al sur del pueblo.
- Casa natal de Manolo, de Manolo y Benito.

## Festividades
El patrón del pueblo es San Sebastián se festeja el 20 de enero.